# Hans-Michael Bock
Hans-Michael Bock (* 5. Juli 1947 in Wilhelmshaven) ist ein deutscher Filmhistoriker, Filmemacher, Übersetzer und Publizist.

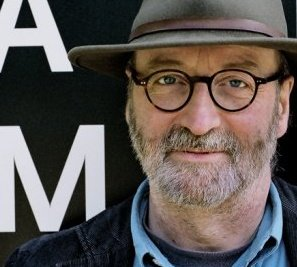
Hans-Michael Bock, vor 2013

## Leben
Hans-Michael Bock ist Herausgeber der Loseblatt-Enzyklopädie CineGraph – Lexikon zum deutschsprachigen Film, die seit 1984 erscheint und international als bio-filmografisches Standardwerk gilt.
Aus der Arbeit am Lexikon entstand das Institut CineGraph – Hamburgisches Centrum für Filmforschung e. V., dessen Vorstand Bock angehört und das mit zahlreichen Publikationen zur deutschen und europäischen Filmgeschichte wichtige Anstöße gegeben hat. Seit 1988 wird alljährlich ein Internationaler Filmhistorischer Kongress veranstaltet. Daraus entwickelte sich cinefest – Internationales Festival des deutschen Film-Erbes, Hamburg – Berlin – Prag – Udine – Wien – Wiesbaden – Zürich, das seit 2004 von CineGraph und dem Filmarchiv des Bundesarchivs organisiert wird, und dessen Direktor Bock ist.
Er ist Autor sowie Herausgeber zahlreicher Publikationen und Buchreihen zur deutschen und internationalen Filmgeschichte. Seit 1980 betreut er als Herausgeber und Bearbeiter Film verstehen, die deutsche Ausgabe des amerikanischen Standardwerks How to Read a Film von James Monaco, dessen „General Editor German Edition“ Bock ist. Bei Berghahn Books, New York und Oxford, ediert er seit 2005 zusammen mit Tim Bergfelder (University of Southampton) und Sabine Hake (University of Texas, Austin) bzw. Barbara Mennel (University of Florida) die Buchreihe Film Europa: German Cinema in an International Context.
Seit Anfang der 1970er Jahre realisierte er für verschiedene Fernsehsender Dokumentationen zu Themen der deutschen Filmgeschichte.
Er betreute DVD-Editionen wie die Ernst Lubitsch Collection (2006, Transit Classics) sowie beim Label absolut MEDIEN Die 3-Groschen-Oper (2008, Klassiker Edition), Klaus Wildenhahn – Dokumentarist im Fernsehen (2010, Die großen Dokumentaristen), Peter Pewas: Filme 1932–1967 (2011, cinefest Edition). Zusammen mit Karl Griep, Leiter des Filmarchivs des Bundesarchivs, stellt er DVDs der Reihe cinefest Edition zusammen.
Begonnen hat Hans-Michael Bock mit Publikationen zum Schriftsteller Arno Schmidt, so 1973 der ersten detaillierten Bibliografie des Werks und der Veröffentlichungen über Schmidt (2. verb. und erg. Ausgabe 1979). Ab 1978 gab Bock die Reihe Haidnische Alterthümer. Literatur des 18. und 19. Jahrhunderts im Verlag Zweitausendeins heraus. Die Reihe mit kommentierten, vollständigen Neudrucken vergessener und seltener Romane geht auf Anregungen von Schmidt zurück.
Bock war außerdem Übersetzer u. a. von Romanen der amerikanischen Sänger und Schriftsteller Woody Guthrie und Kinky Friedman.

## Ehrungen
Anlässlich seines 60. Geburtstags erschien zu seinen Ehren, herausgegeben von Christoph Fuchs und Michael Töteberg, in der Edition Text + Kritik der Band Fredy Bockbein trifft Mister Dynamit – Filme auf den zweiten Blick mit Texten zahlreicher internationaler Autoren zu Filmen „jenseits des Kanons“. 
Zu seinem 65. Geburtstag erschien 2012 in der arte Edition eine DVD mit der von ihm 1997 zusammengestellten TV-Serie Der komische Kintopp. Frühe deutsche Komödien.
Im Februar 2016 verlieh ihm die Universität Udine im Rahmen des Filmforums den Limina Award for Outstanding Cultural Achievment. 
Im September 2016 erhielt er den Ehrenpreis des Kinematheksverbundes für besondere Verdienste um die Filmkultur und das Filmerbe.
Im November 2017 verlieh ihm der Senat der Freien und Hansestadt Hamburg die Biermann-Ratjen-Medaille für seine langjährigen und vielfältigen Verdienste um die Filmgeschichte, insbesondere um die deutsche Filmgeschichte.

## Filmografie
- 1972: Fritz Rasp erzählt. TV-Dokumentarfilm. Zusammen mit Rudolf Körösi.
- 1972: 18 Bilder mit der Hand. Kameramänner des deutschen Stummfilms. TV-Dokumentarfilm. Zusammen mit Rudolf Körösi.
- 1981: Hans Feld erzählt. Interview. Video-Materialsammlung. Zusammen mit Werner Sudendorf.
- 1985: Tabus von Vorgestern. TV-Dokumentarfilm. Realisation unter dem Pseudonym Werner Goldmann.
- 1989: Das Cabinet des Erich Pommer. Ein Produzent macht Filmgeschichte. TV-Dokumentarfilm. Zusammen mit Ute T. Schneider.
- 1997: Der komische Kintopp. Frühe deutsche Komödien. TV-Serie, 6 Folgen. Zusammenstellung von Kurzspielfilmen der Jahre 1908–1919.